# Американская консерватория в Фонтенбло
Американская консерватория в Фонтенбло (фр. Conservatoire américain de Fontainebleau), ныне Школы Фонтенбло (англ. Fontainebleau Schools) — французское учебное заведение, расположенное в Фонтенбло, в одном из крыльев Дворца Фонтенбло. Обучение платное.
Учреждение было основано как Американская консерватория в 1921 году в результате расширения и реорганизации курсов для военных музыкантов, созданных во время Первой мировой войны по инициативе командующего американскими войсками в Европе генерала Джона Першинга, с участием американского дирижёра Вальтера Дамроша. Первоначально консерваторию возглавляли Франсуа Казадезюс и Шарль-Мари Видор (до 1934). В годы Второй мировой войны Консерватория переместилась в США; занятия с 1942 года проводились в Грейт-Баррингтоне, штат Массачусетс. В 1946—1949 гг. директор консерватории Робер Казадезюс, в 1950—1953 гг. Марсель Дюпре, в 1953—1979 гг. — Надя Буланже. В разные годы в Консерватории преподавали Игорь Стравинский, Морис Равель, Анри Дютийё, Леонард Бернстайн, Пьер Бернак и другие известные музыканты.
«Школы Фонтенбло» (Fontainbleau Schools) — международная Летняя школа («академия»), объединяющая Консерваторию (мастер-классы по скрипке, альту, виолончели, фортепиано и композиции) и Школу изящных искусств (основана в 1923; ныне учебная программа представляет собой мастер-классы по рисунку, скульптуре и архитектуре); занятия проводятся на английском языке. С 1994 года Консерваторией руководит пианист и дирижёр Филипп Антремон, Школой изящных искусств — Антони Бешу.